# Iurie Reniță
Iurie Reniță (n. 5 aprilie 1958, Abaclia, raionul Basarabeasca) este un politician și diplomat moldovean, care din 2010 până în 3 iunie 2015 a fost ambasador al Republicii Moldova în România și prin cumul în Muntenegru și Serbia. A fost numit în această funcție la 21 iunie 2010 de Mihai Ghimpu.

## Biografia

### Educație și calificare
- 1976 – 1981 - Universitatea de Stat din Moldova, Facultatea de Jurnalism, Licențiat în Jurnalism[3]
- 1990 – 1992 - Studii post-universitare la Școala Națională de Studii Politice și Administrative (SNSPA), Facultatea de Relații Internaționale, București, România, Master în Relații Internaționale
- 1994 - Centrul European “George Marshall” pentru Studii de Securitate, Garmisch-Partenkirchen, Germania (Aspecte Politico-Militare și de Securitate Internațională)[4]
- 1999 - Școala Navală de Studii post-universitare din Monterey, California, Statele Unite ale Americii (Aspecte Politico-Militare și de Securitate)[5]

### Activitatea profesională
- 1975 – 1976 – Uzina de tractoare din Moldova
- 1981 – 1982 - Facultatea de Jurnalism, Universitatea de Stat din Moldova
- 1982 – 1988 - Redactor-șef al ziarului “Inginerul”
- 1988 – 1989 - Secretar General a revistei “Limba Română”
- 1989 – 1990 - Redactor-șef, revista de istorie “Cugetul”[6]
- 1992 – 1996 - Director adjunct, Direcția Generală Organizații Europene și Aspecte Politico-Militare, Ministerul Afacerilor Externe
- 1996 – 1999 - Consilier, responsabil de aspectele Politico-Militare și de Securitate, Ambasada Republicii Moldova în Statele Unite ale Americii
- 1999 - Consilier al Ministrului Afacerilor Externe
- 1999 – 2003 - Șef adjunct/Șef al Biroului Teritorial OSCE Vukovar, Misiunea OSCE din Croația
- 2005 – 2006 - Managerul Proiectului “Managementul Integrat a Frontierelor” (Programul Națiunilor Unite pentru Dezvoltare în Republica Moldova)
- 2006 – 2007 - Expert-asociat, Central European University Consulting LTD
- 2007 – 2010 - Manager pentru Afaceri Corporative, Legale și Administrative, Compania “British – American Tobacco Moldova”
- 2010 – 2015 - Ambasador Extraordinar și Plenipotențiar al Republicii Moldova în România, Republica Serbia și Muntenegru[7]
- 2015 – 2016 - Ambasador cu Misiuni Speciale, Ministerul Afacerilor Externe și Integrării Europene al Republicii Moldova
- 2016 – 2017 - Ambasador Extraordinar și Plenipotențiar al Republicii Moldova în Regatul Belgiei și Marele Ducat al Luxemburgului; Șeful Misiunii Republicii Moldova la NATO[8]
- 2019 – 2021 - Deputat în Parlamentul Republicii Moldova[9]

## Martor în „dosarul kuliok”
Fostul deputat Iurie Reniță este unul dintre martorii-cheie în celebrul dosar penal cunoscut public drept „dosarul kuliok” sau „dosarul sacoșei negre”, care îl vizează pe fostul președinte al Republicii Moldova, Igor Dodon.
Dosarul își are originea într-o înregistrare video devenită publică în anul 2020, în care apare Igor Dodon primind o sacoșă neagră de la oligarhul Vlad Plahotniuc, în prezența lui Serghei Iaralov. Sacoșa ar fi conținut bani pentru finanțarea neoficială a Partidului Socialiștilor, iar procurorii au deschis un dosar penal pe numele lui Dodon pentru corupere pasivă și trădare de patrie.
Iurie Reniță este cel care a făcut publică înregistrarea video, susținând că nu Vlad Plahotniuc i-a furnizat materialul video, ci că l-a primit prin alte mijloace legale și că a considerat că este „o obligație morală și civică” să îl dezvăluie.
El a fost audiat în mai multe ședințe de judecată și a afirmat în mod public că există suficiente probe pentru ca Igor Dodon să fie tras la răspundere penală. Reniță a declarat că a fost supus la intimidări de către avocații lui Dodon în timpul procesului și a solicitat instanței să le ceară să respecte cadrul legal și solemnitatea procesului judiciar.
Reniță a devenit astfel o figură-cheie în unul dintre cele mai mediatizate dosare de corupție din istoria recentă a Republicii Moldova.